# Чаиркьойски отряд
Чаиркьойски отряд е войсково съединение на Действуващата Руска армия в Руско-турската война (1877-1878).
Чаиркьойският отряд е създаден през юли 1877 г. на основата на части на 9-и армейски корпус. Първоначално е наименуван Северен отряд. Към началото на септември се състои от 6 батальона, 8 ескадрона и 3 батареи. Всичко до 6000 офицери и войници. Началник на отряда е генерал-лейтенант Леонид Татищев, заменен на 23 септември от генерал-лейтенант Едуард Делингсхаузен.
Отряда действа на Източния фронт на стика между Русчушкия отряд и Османпазарския отряд. Заема позиции в района на Чайркьой срещу Източонодунавската армия. Прикрива пътя Разград - Велико Търново. Участва в Битката при Чаиркьой, след която е преименуван в Чаиркьойски отряд.
В средата на декември, след превземането на Плевен е усилен до 39 000 офицери и войници и 156 оръдия. Настъпателните действия на Северния отряд през заключителния етап на войната след преминаване на Стара планина през Твърдишкия проход, извеждат частите в Южна България. Тук допринася за разкъсване и изолиране на османските сили. Освобождава Сливен и Бургас.